# Hory (Horní Planá)
Hory (německy Spitzenberg) jsou vesnice, část města Horní Planá v okrese Český Krumlov. Nachází se asi 4,5 km na severozápad od Horní Plané. Je zde evidováno 69 adres. U vsi se nachází železniční stanice Pernek na Šumavě, a to na železniční trati České Budějovice – Černý Kříž.
Hory leží v katastrálním území Pernek o výměře 11,25 km².

## Historie
První písemná zmínka o vesnici pochází z roku 1445. V roce 1930 zde stálo 20 domů a žilo 166 obyvatel. Býval zde jez, mlýn a rechle. Ve 2. světové válce padlo 12 zdejších obyvatel (vojáků německé armády).  V roce 1950 zde žilo už jen 61 obyvatel. Počet obyvatel se postupně snižoval a v roce 2011 zde byli již jen 3 obyvatelé. Hory patřily do obvodu římskokatolické farnosti Želnava, po jejím zrušení patří (od 1. 1. 2020) do obvodu římskokatolické farnosti Volary.